# Alpiner Nor-Am Cup 2023/24
Der Alpine Nor-Am Cup 2023/24 begann am 6. Dezember 2023 in Copper Mountain und endete am 11. April 2024 in Panorama. Es war die 53. Saison dieser Rennserie (beziehungsweise die 47. unter der Ägide des Internationalen Ski-Verbandes FIS), die als einer der Kontinentalcups im alpinen Skisport traditionell einen Teil des Unterbaus zum Weltcup bildet.

## Cupwertungen

### Gesamt
| Rang | Athlet             | Punkte |
| ---- | ------------------ | ------ |
| 1    | Simon Fournier     | 618    |
| 2    | Tormis Laine       | 590    |
| 3    | Cooper Puckett     | 579    |
| 4    | Bridger Gile       | 521    |
| 5    | Kyle Alexander     | 516    |
| 6    | Matej Vidović      | 457    |
| 7    | Sam Mulligan       | 409    |
| 8    | Jack Smith         | 402    |
| 9    | Jay Poulter        | 386    |
| 10   | William St-Germain | 362    |

| Rang | Athletin           | Punkte |
| ---- | ------------------ | ------ |
| 1    | Arianne Forget     | 790    |
| 2    | Victoria Palla     | 677    |
| 3    | Allison Mollin     | 644    |
| 4    | Liv Moritz         | 525    |
| 5    | Justine Lamontagne | 495    |
| 6    | Sarah Bennett      | 477    |
| 7    | Tatum Grosdidier   | 473    |
| 8    | Elisabeth Bocock   | 472    |
| 9    | Mary Bocock        | 447    |
| 10   | Sara Rask          | 395    |

### Abfahrt
| Rang | Athlet           | Punkte |
| ---- | ---------------- | ------ |
| 1    | Kyle Alexander   | 260    |
| 2    | Wiley Maple      | 190    |
| 3    | Samuel Dupratt   | 140    |
| 4    | Sam Mulligan     | 109    |
| 5    | Cooper Cornelius | 107    |

| Rang | Athletin       | Punkte |
| ---- | -------------- | ------ |
| 1    | Allison Mollin | 280    |
| 2    | Haley Cutler   | 220    |
| 3    | Jenna Sheldon  | 156    |
| 4    | Cheyenne Brown | 139    |
| 5    | Estelle Martin | 90     |

### Super-G
| Rang | Athlet            | Punkte |
| ---- | ----------------- | ------ |
| 1    | Cameron Alexander | 225    |
| 2    | Jack Smith        | 209    |
| 3    | Cameron Alexander | 200    |
| 4    | Tristan Lane      | 191    |
| 5    | Riley Seger       | 180    |

| Rang | Athletin                | Punkte |
| ---- | ----------------------- | ------ |
| 1    | Allison Mollin          | 330    |
| 2    | Tatum Grosididier       | 222    |
| 3    | Anne-Catherine Théberge | 172    |
| 4    | Cheyenne Brown          | 162    |
| 5    | Mary Bocock             | 160    |

### Riesenslalom
| Rang | Athlet         | Punkte |
| ---- | -------------- | ------ |
| 1    | Simon Fournier | 326    |
| 2    | Bridger Gile   | 317    |
| 3    | Tormis Laine   | 310    |
| 4    | Cooper Puckett | 305    |
| 5    | Isac Hedström  | 246    |

| Rang | Athletin           | Punkte |
| ---- | ------------------ | ------ |
| 1    | Arianne Forget     | 460    |
| 2    | Sara Rask          | 275    |
| 3    | Justine Lamontagne | 256    |
| 4    | Sarah Bennett      | 222    |
| 5    | Adriana Jelinkova  | 210    |

### Slalom
| Rang | Athlet                    | Punkte |
| ---- | ------------------------- | ------ |
| 1    | Matej Vidović             | 457    |
| 2    | Camden Palmquist          | 298    |
| 3    | Simon Fournier            | 292    |
| 4    | Tormis Laine              | 280    |
| 5    | Christian Oliveira Soevik | 254    |

| Rang | Athletin       | Punkte |
| ---- | -------------- | ------ |
| 1    | Victoria Palla | 532    |
| 2    | Arianne Forget | 330    |
| 3    | Kendahl Roufa  | 259    |
| 4    | Sarah Bennett  | 255    |
| 5    | Mia Hunt       | 253    |

## Podestplatzierungen Herren

### Abfahrt
| Datum      | Ort                   | 1. Platz                           | 2. Platz                           | 3. Platz                           |
| ---------- | --------------------- | ---------------------------------- | ---------------------------------- | ---------------------------------- |
| 06.12.2023 | Copper Mountain (USA) | Kyle Alexander                     | Wiley Maple                        | Jack Smith Samuel Dupratt          |
| 07.12.2023 | Copper Mountain (USA) | Kyle Alexander                     | Samuel Dupratt                     | Wiley Maple                        |
| 03.04.2024 | Panorama (CAN)        | Isaiah Nelson                      | Brodie Seger                       | Kyle Alexander                     |
| 04.04.2024 | Panorama (CAN)        | Rennen abgesagt, kein Ersatzrennen | Rennen abgesagt, kein Ersatzrennen | Rennen abgesagt, kein Ersatzrennen |

### Super-G
| Datum      | Ort                      | 1. Platz                                     | 2. Platz                                     | 3. Platz                                     |
| ---------- | ------------------------ | -------------------------------------------- | -------------------------------------------- | -------------------------------------------- |
| 08.12.2023 | Copper Mountain (USA)    | Cameron Alexander                            | Cornelius Cooper                             | Samuel Dupratt                               |
| 08.12.2023 | Copper Mountain (USA)    | Cameron Alexander                            | Jack Smith                                   | Klemen Kosi                                  |
| 09.12.2023 | Copper Mountain (USA)    | Rennen auf den 8. Dezember verschoben        | Rennen auf den 8. Dezember verschoben        | Rennen auf den 8. Dezember verschoben        |
| 07.01.2024 | Whiteface Mountain (USA) | Rennen abgesagt, Ersatzrennen am 23. Februar | Rennen abgesagt, Ersatzrennen am 23. Februar | Rennen abgesagt, Ersatzrennen am 23. Februar |
| 08.01.2024 | Whiteface Mountain (USA) | Rennen abgesagt, Ersatzrennen am 23. Februar | Rennen abgesagt, Ersatzrennen am 23. Februar | Rennen abgesagt, Ersatzrennen am 23. Februar |
| 23.02.2024 | Whiteface Mountain (USA) | Kyle Alexander                               | Riley Seger                                  | Tristan Lane                                 |
| 23.02.2024 | Whiteface Mountain (USA) | Riley Seger                                  | Kyle Alexander                               | Brodie Seger                                 |
| 05.04.2024 | Panorama (CAN)           | Rennen abgesagt, kein Ersatzrennen           | Rennen abgesagt, kein Ersatzrennen           | Rennen abgesagt, kein Ersatzrennen           |
| 06.04.2024 | Panorama (CAN)           | Rennen abgesagt, kein Ersatzrennen           | Rennen abgesagt, kein Ersatzrennen           | Rennen abgesagt, kein Ersatzrennen           |

### Riesenslalom
| Datum      | Ort                  | 1. Platz        | 2. Platz           | 3. Platz                    |
| ---------- | -------------------- | --------------- | ------------------ | --------------------------- |
| 11.12.2023 | Beaver Creek (USA)   | Simon Fournier  | Oscar Zimmer       | Mikkel Solbakken            |
| 12.12.2023 | Beaver Creek (USA)   | Bridger Gile    | Simon Fournier     | Cooper Puckett              |
| 02.01.2024 | Burke (USA)          | Sandro Zurbrügg | William St-Germain | Gianluca Böhm               |
| 03.01.2024 | Burke (USA)          | Sandro Zurbrügg | Bridger Gile       | Gianluca Böhm               |
| 26.02.2024 | Mont Ste-Marie (CAN) | Isac Hedström   | Cooper Puckett     | Riley Seger                 |
| 27.02.2024 | Mont Ste-Marie (CAN) | Tormis Laine    | Bridger Gile       | Filippo Collini Riley Seger |
| 08.04.2024 | Panorama (CAN)       | Patrick Kenney  | Tormis Laine       | Jamie Casselman             |
| 09.04.2024 | Panorama (CAN)       | Isaiah Nelson   | Tormis Laine       | Patrick Kenney              |

### Slalom
| Datum      | Ort                  | 1. Platz         | 2. Platz       | 3. Platz         |
| ---------- | -------------------- | ---------------- | -------------- | ---------------- |
| 13.12.2023 | Beaver Creek (USA)   | Cooper Puckett   | Matej Vidović  | Camden Palmquist |
| 14.12.2023 | Beaver Creek (USA)   | Simon Fournier   | Gianluca Böhm  | Cooper Puckett   |
| 04.01.2024 | Burke (USA)          | Matej Vidović    | Simon Fournier | Camden Palmquist |
| 05.01.2024 | Burke (USA)          | Camden Palmquist | Jimmy Krupka   | Gianluca Böhm    |
| 29.02.2024 | Mont Ste-Marie (CAN) | Declan McCormack | Tormis Laine   | Stanley Buzek    |
| 29.02.2024 | Mont Ste-Marie (CAN) | Rennen abgesagt  |                |                  |
| 10.04.2024 | Panorama (CAN)       | Tormis Laine     | Matej Vidović  | Adrian Meisen    |
| 11.04.2024 | Panorama (CAN)       | Tormis Laine     | Matej Vidović  | Tijan Marovt     |

## Podestplatzierungen Damen

### Abfahrt
| Datum      | Ort                   | 1. Platz                              | 2. Platz                              | 3. Platz                              |
| ---------- | --------------------- | ------------------------------------- | ------------------------------------- | ------------------------------------- |
| 06.12.2023 | Copper Mountain (USA) | Haley Cutler                          | Allison Mollin                        | Cheyenne Brown                        |
| 06.12.2023 | Copper Mountain (USA) | Allison Mollin                        | Jenna Sheldon                         | Haley Cutler                          |
| 07.12.2023 | Copper Mountain (USA) | Rennen auf den 6. Dezember verschoben | Rennen auf den 6. Dezember verschoben | Rennen auf den 6. Dezember verschoben |
| 03.04.2024 | Panorama (CAN)        | Allison Mollin                        | Cassidy Gray                          | Haley Cutler                          |
| 04.04.2024 | Panorama (CAN)        | Rennen abgesagt, kein Ersatzrennen    | Rennen abgesagt, kein Ersatzrennen    | Rennen abgesagt, kein Ersatzrennen    |

### Super-G
| Datum      | Ort                      | 1. Platz                                     | 2. Platz                                     | 3. Platz                                     |
| ---------- | ------------------------ | -------------------------------------------- | -------------------------------------------- | -------------------------------------------- |
| 08.12.2023 | Copper Mountain (USA)    | Allison Mollin                               | Annika Hunt                                  | Cheyenne Brown                               |
| 09.12.2023 | Copper Mountain (USA)    | Allison Mollin                               | Cheyenne Brown                               | Anne-Catherine Théberge                      |
| 07.01.2024 | Whiteface Mountain (USA) | Rennen abgesagt, Ersatzrennen am 22. Februar | Rennen abgesagt, Ersatzrennen am 22. Februar | Rennen abgesagt, Ersatzrennen am 22. Februar |
| 08.01.2024 | Whiteface Mountain (USA) | Rennen abgesagt, Ersatzrennen am 22. Februar | Rennen abgesagt, Ersatzrennen am 22. Februar | Rennen abgesagt, Ersatzrennen am 22. Februar |
| 22.02.2024 | Whiteface Mountain (USA) | Mary Bocock                                  | Allison Mollin                               | Tatum Grosididier                            |
| 22.02.2024 | Whiteface Mountain (USA) | Tatum Grosididier                            | Elisabeth Bocock                             | Mary Bocock                                  |
| 05.04.2024 | Panorama (CAN)           | Rennen abgesagt, kein Ersatzrennen           | Rennen abgesagt, kein Ersatzrennen           | Rennen abgesagt, kein Ersatzrennen           |
| 06.04.2024 | Panorama (CAN)           | Rennen abgesagt, kein Ersatzrennen           | Rennen abgesagt, kein Ersatzrennen           | Rennen abgesagt, kein Ersatzrennen           |

### Riesenslalom
| Datum      | Ort                            | 1. Platz                           | 2. Platz                           | 3. Platz                           |
| ---------- | ------------------------------ | ---------------------------------- | ---------------------------------- | ---------------------------------- |
| 13.12.2023 | Tremblant (CAN)                | Magdalena Łuczak                   | Elisabeth Bocock                   | Erika Pykäläinen                   |
| 14.12.2023 | Tremblant (CAN)                | Magdalena Łuczak                   | Erika Pykäläinen                   | Sarah Bennett                      |
| 02.01.2024 | Stratton Mountain Resort (USA) | Sara Rask                          | Arianne Forget                     | Allie Resnick                      |
| 03.01.2024 | Stratton Mountain Resort (USA) | Arianne Forget                     | Sara Rask                          | Mary Bocock                        |
| 26.02.2024 | Georgian Peaks (CAN)           | Arianne Forget                     | Sarah Bennett                      | Victoria Palla                     |
| 27.02.2024 | Georgian Peaks (CAN)           | Rennen abgesagt, kein Ersatzrennen | Rennen abgesagt, kein Ersatzrennen | Rennen abgesagt, kein Ersatzrennen |
| 10.04.2024 | Panorama (CAN)                 | Cassidy Gray                       | Arianne Forget                     | Adriana Jelinkova                  |
| 11.04.2024 | Panorama (CAN)                 | Adriana Jelinkova                  | Cassidy Gray                       | Arianne Forget                     |

### Slalom
| Datum      | Ort                            | 1. Platz        | 2. Platz           | 3. Platz        |
| ---------- | ------------------------------ | --------------- | ------------------ | --------------- |
| 15.12.2023 | Tremblant (CAN)                | A J Hurt        | Justine Lamontagne | Sara Rask       |
| 16.12.2023 | Tremblant (CAN)                | A J Hurt        | Justine Lamontagne | Victoria Palla  |
| 04.01.2024 | Stratton Mountain Resort (USA) | Victoria Palla  | Tatum Grosididier  | Allie Resnick   |
| 05.01.2024 | Stratton Mountain Resort (USA) | Victoria Palla  | Arianne Forget     | Sara Rask       |
| 24.02.2024 | Devils Glen (CAN)              | Victoria Palla  | Elisabeth Bocock   | Madison Hoffman |
| 25.02.2024 | Devils Glen (CAN)              | Arianne Forget  | Sarah Bennett      | Kendahl Roufa   |
| 08.04.2024 | Panorama (CAN)                 | Amelia Smart    | Mia Hunt           | Victoria Palla  |
| 09.04.2024 | Panorama (CAN)                 | Madison Hoffman | Victoria Palla     | Kaja Norbye     |